# Wulfila longidens
Wulfila longidens är en spindelart som beskrevs av Mello-Leitao 1948. Wulfila longidens ingår i släktet Wulfila och familjen spökspindlar.
Artens utbredningsområde är Guyana. Inga underarter finns listade i Catalogue of Life.